# Škofja Loka község
Škofja Loka község (szlovén nyelven Občina Škofja Loka) Szlovénia 212 alapfokú közigazgatási egységének, azaz községének egyike a Gorenjska statisztikai régióban.  Adminisztratív központja Škofja Loka város. A község jelenlegi formájában 1994. október 3-án jött létre, amikor a korábbi nagyobb Škofja Loka községet Gorenja Vas–Poljane, Škofja Loka, Železniki és Žiri községekre osztották fel.

## A községhez tartozó települések
A községhez Škofja Loka székhelyen kívül a következő települések tartoznak:
- Binkelj
- Bodovlje
- Breznica pod Lubnikom
- Brode
- Bukov Vrh nad Visokim
- Bukovica
- Bukovščica
- Crngrob
- Dorfarje
- Draga
- Forme
- Gabrk
- Gabrovo
- Gabrška Gora
- Godešič
- Gorenja Vas–Reteče
- Gosteče
- Grenc
- Hosta
- Knape
- Kovski Vrh
- Križna Gora
- Lipica
- Log nad Škofjo Loko
- Moškrin
- Na Logu
- Papirnica
- Pevno
- Podpulfrca
- Pozirno
- Praprotno
- Pungert
- Puštal
- Reteče
- Rovte v Selški Dolini
- Ševlje
- Sopotnica
- Spodnja Luša
- Staniše
- Stara Loka
- Stirpnik
- Strmica
- Suha
- Svetega Petra Hrib
- Sveti Andrej
- Sveta Barbara
- Sveti Duh
- Sveti Florijan nad Škofjo Loko
- Sveti Lenart
- Sveti Ožbolt
- Sveti Tomaž
- Trata
- Trnje
- Valterski Vrh
- Vešter
- Vincarje
- Virlog
- Virmaše
- Visoko pri Poljanah
- Zgornja Luša
- Zminec

## Népesség
| Lakosok száma | 22 588 | 22 697 | 22 778 | 22 889 | 22 894 | 22 933 | 22 942 | 22 889 | 23 216 | 23 336 |
|               | 2008   | 2009   | 2011   | 2012   | 2013   | 2015   | 2016   | 2017   | 2019   | 2020   |